# Alchemilla schlechteri
Alchemilla schlechteri é uma espécie de rosácea do gênero Alchemilla, pertencente à família Rosaceae.